# Carum caucasicum
Carum caucasicum là một loài thực vật có hoa trong họ Hoa tán. Loài này được (M.Bieb.) Boiss. mô tả khoa học đầu tiên năm 1872.